# University of Minnesota Press

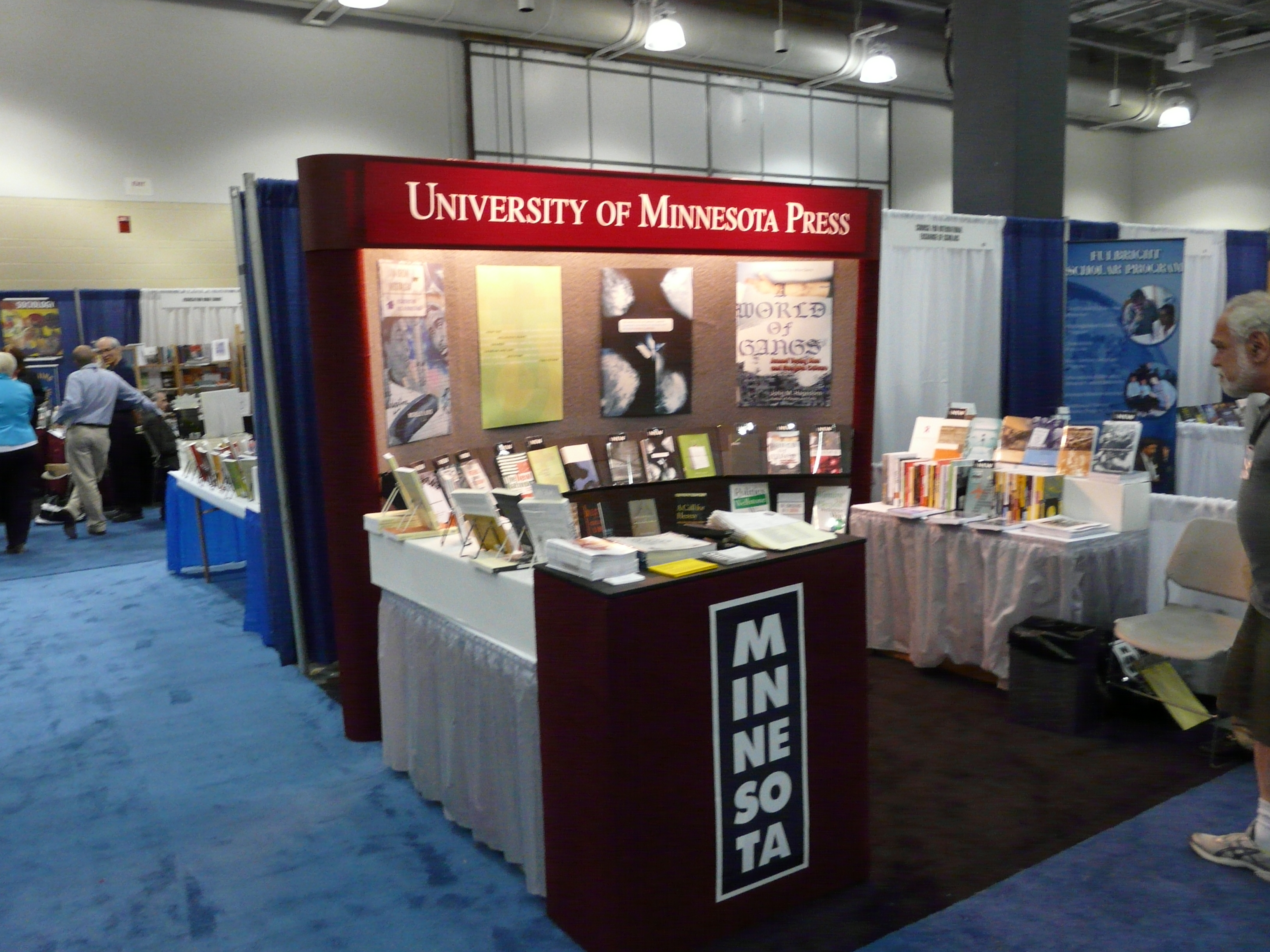
Stand de conferencia en 2008

La University of Minnesota Press es una editorial universitaria fundada en 1925 que forma parte de la Universidad de Minnesota. La editorial es conocida por sus libros sobre teoría social, teoría cultural, teoría crítica, estudios raciales y étnicos, urbanismo, crítica feminista y estudios de medios.
La University of Minnesota Press también publica una cantidad significativa de traducciones de las principales obras del pensamiento y los estudios académicos europeos y latinoamericanos, así como una lista de obras sobre el patrimonio cultural y natural del estado y la región de Minnesota.

## Revistas académicas
El catálogo de revistas académicas de la University of Minnesota Press cuenta con un total de diez publicaciones:
- Buildings & Landscapes: Journal of the Vernacular Architecture Forum
- Critical Ethnic Studies
- Cultural Critique
- Environment, Space, Place
- Mechademia
- Future Anterior
- Journal of American Indian Education
- The Moving Image: The Journal of the Association of Moving Image Archivists
- Native American and Indigenous Studies
- Verge: Studies in Global Asias
- Wíčazo Ša Review